# Cupiennius valentinei
Espèce
Synonymes
- Ancylometes valentinei Petrunkevitch, 1925
- Cupiennius panamensis Lachmuth, Grasshoff & Barth, 1985

Cupiennius valentinei est une espèce d'araignées aranéomorphes de la famille des Trechaleidae.

## Distribution
Cette espèce est endémique du Panama.

## Description
Le mâle mesure 21,0 mm et la femelle 19,0 mm.

## Étymologie
Cette espèce est nommée en l'honneur de J. M. Valentine.

## Publication originale
- Petrunkevitch, 1925 : Arachnida from Panama. Transactions of the Connecticut Academy of Arts and Sciences, vol. 27, p. 51-248.